# Platt skimmermossa
Platt skimmermossa (Pseudotaxiphyllum elegans) är en bladmossart som beskrevs av Iwatsuki 1987. Enligt Catalogue of Life ingår Platt skimmermossa i släktet Pseudotaxiphyllum och familjen Plagiotheciaceae, men enligt Dyntaxa är tillhörigheten istället släktet Pseudotaxiphyllum och familjen Plagiotheciaceae. Arten är reproducerande i Sverige. Inga underarter finns listade i Catalogue of Life.

## Bildgalleri

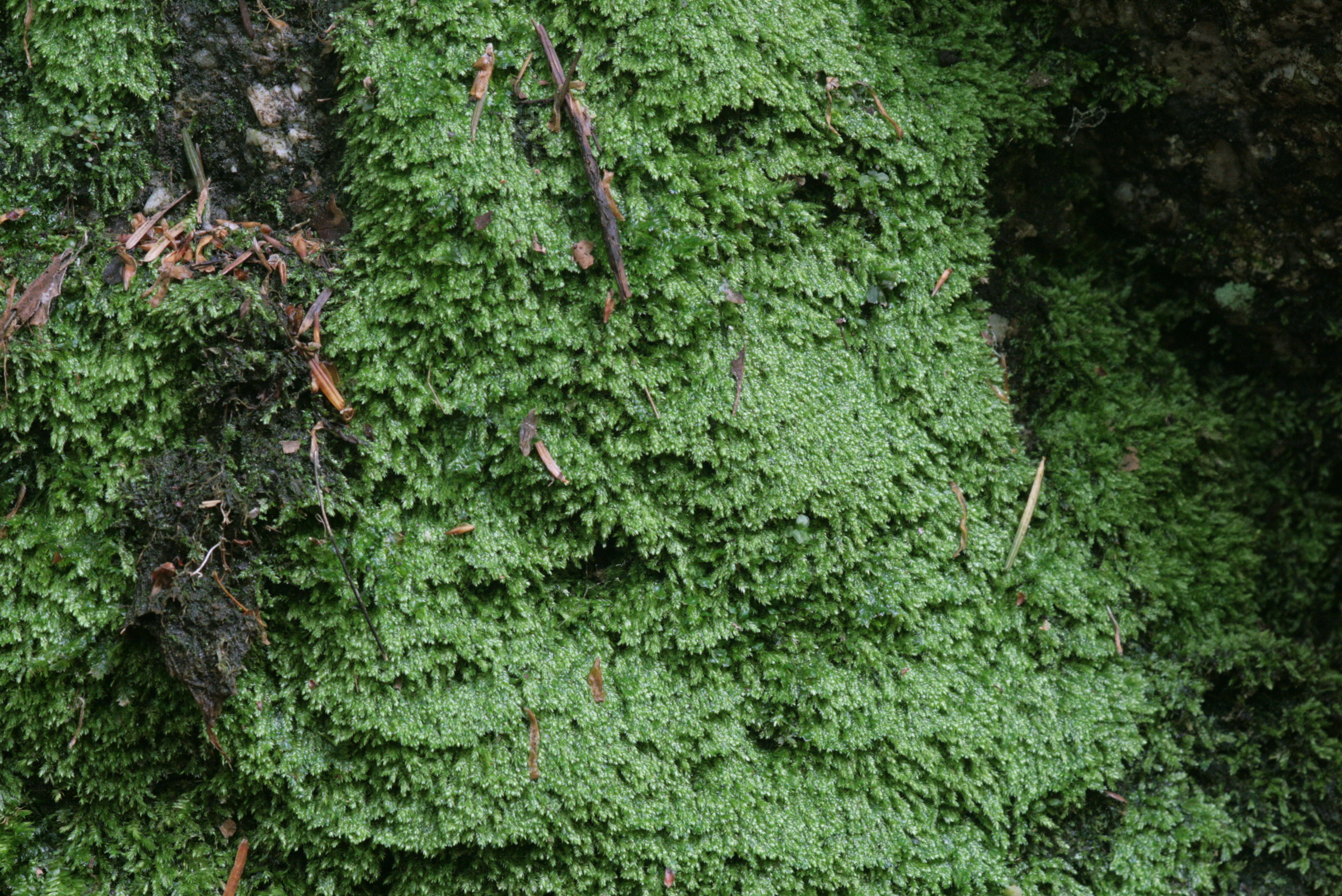
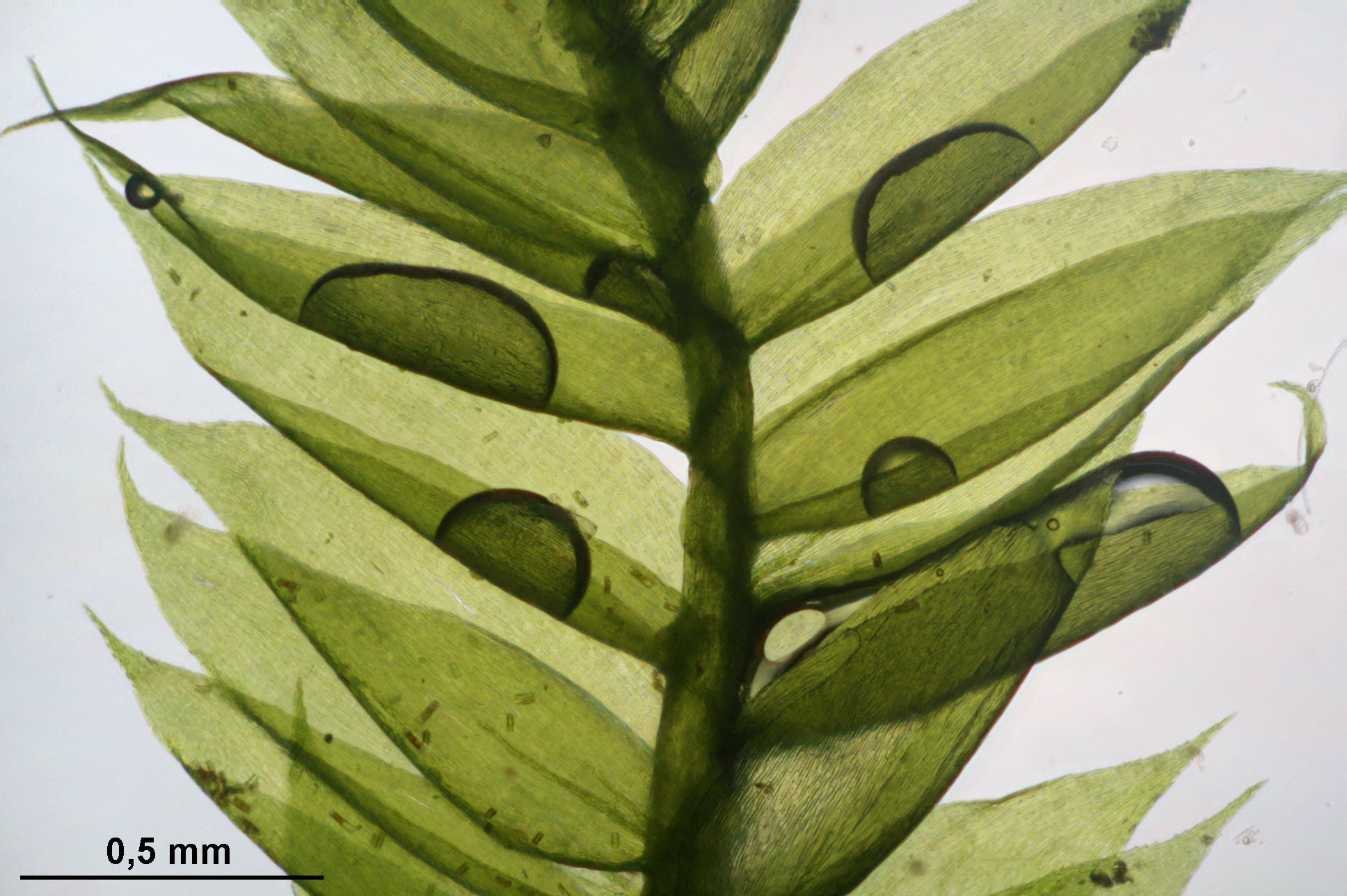
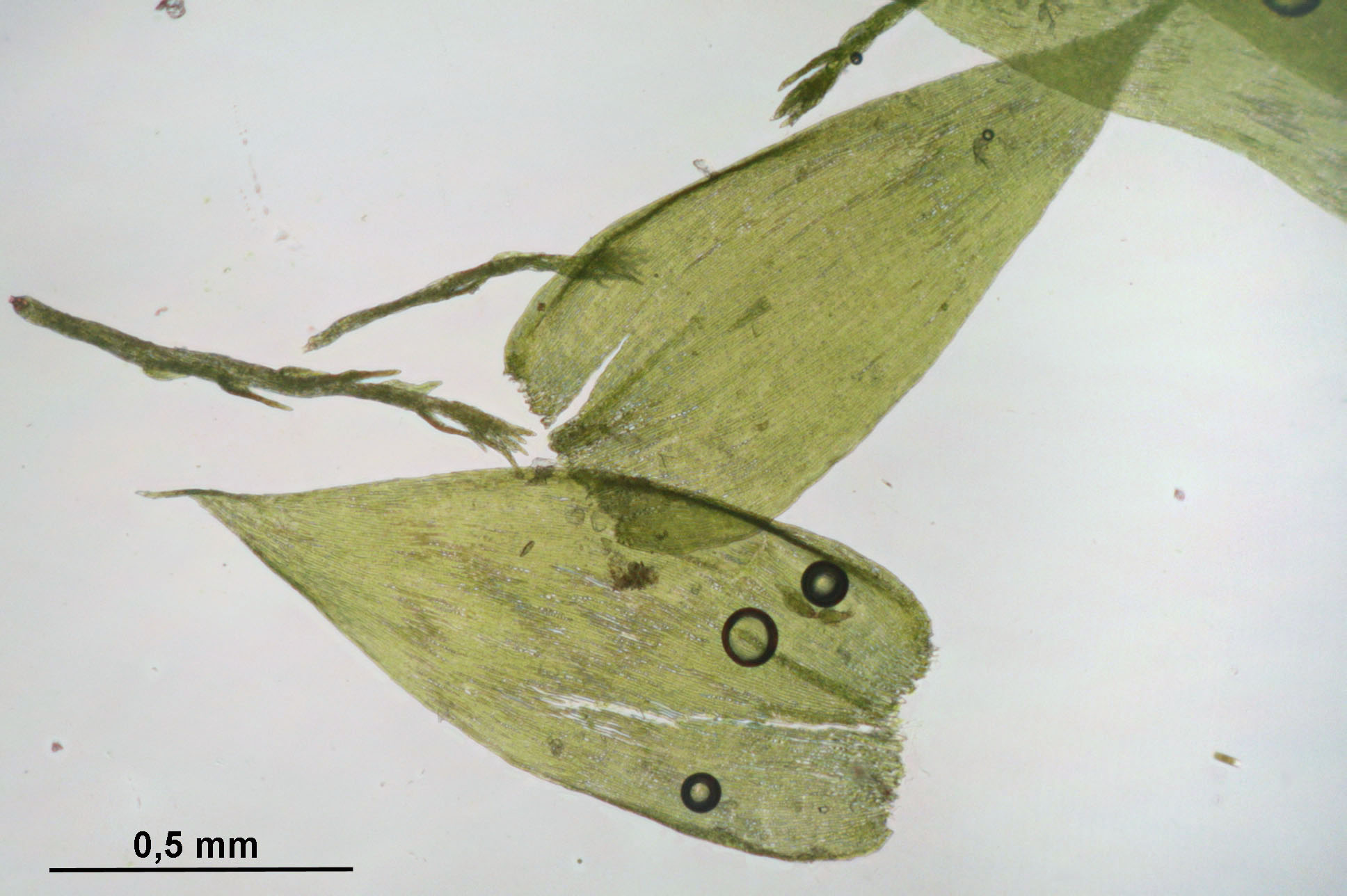
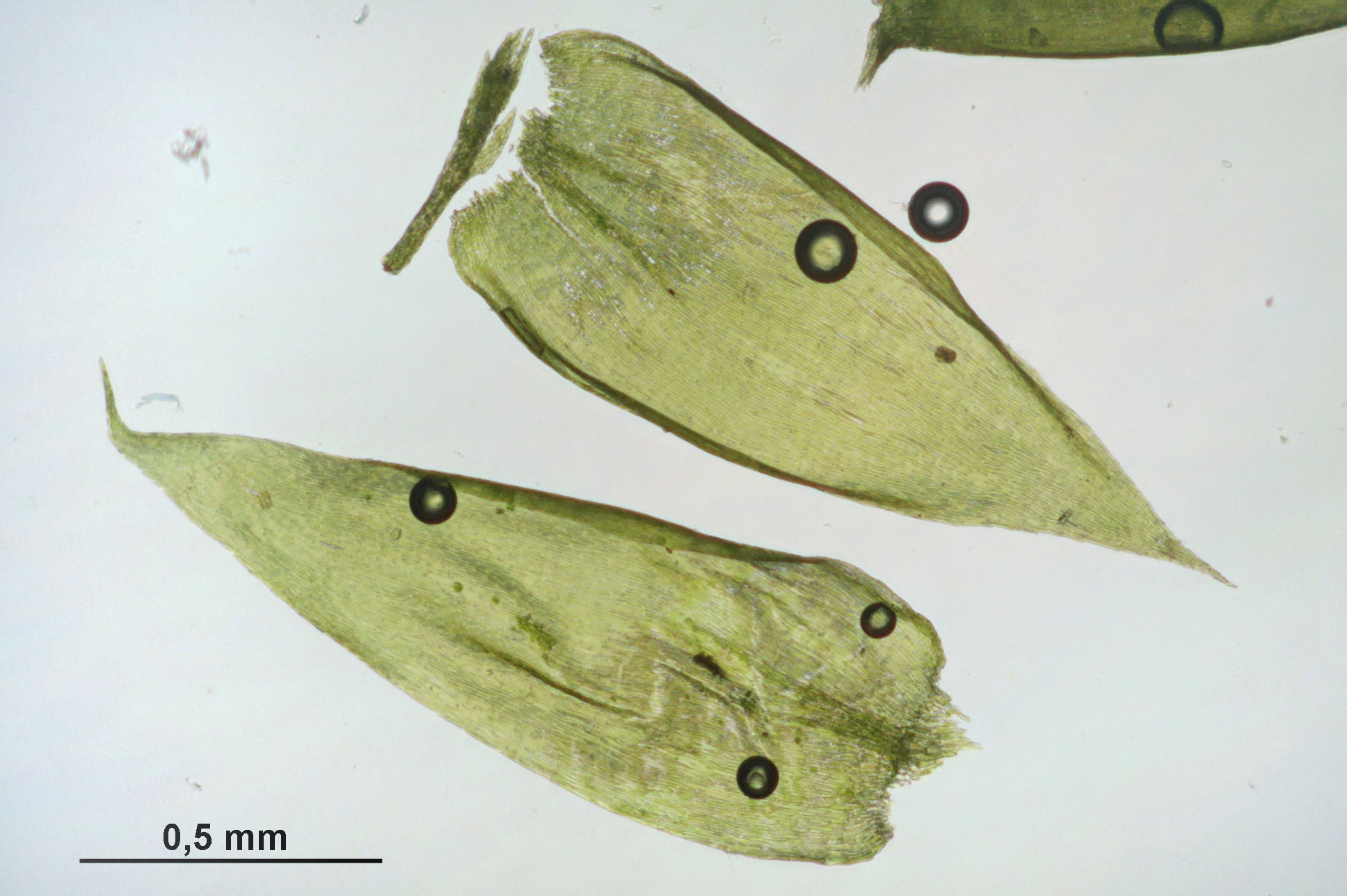